# Gryllus bryanti
Gryllus bryanti är en insektsart som beskrevs av Morse 1905. Gryllus bryanti ingår i släktet Gryllus och familjen syrsor. Inga underarter finns listade i Catalogue of Life.

## Bildgalleri

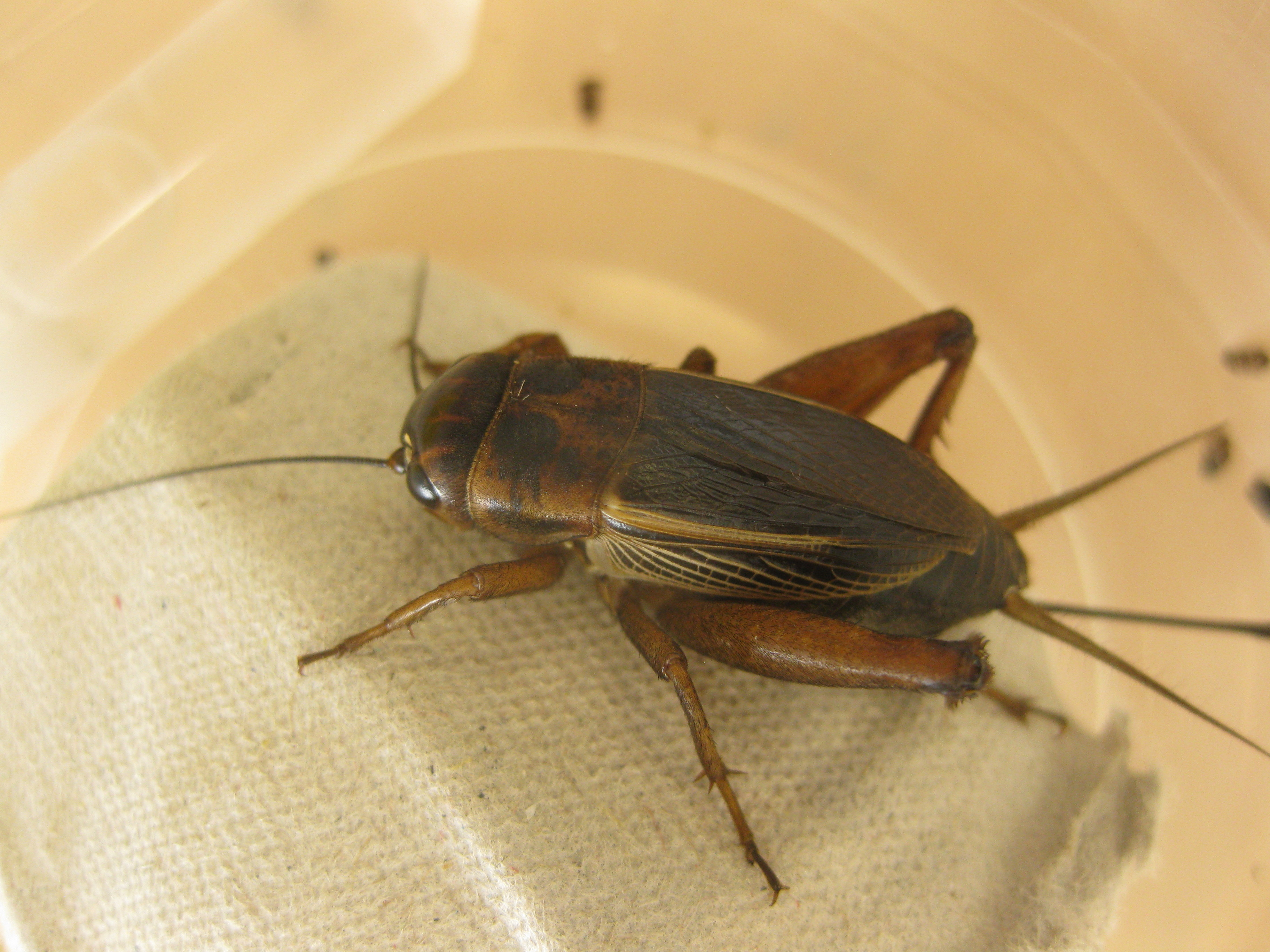
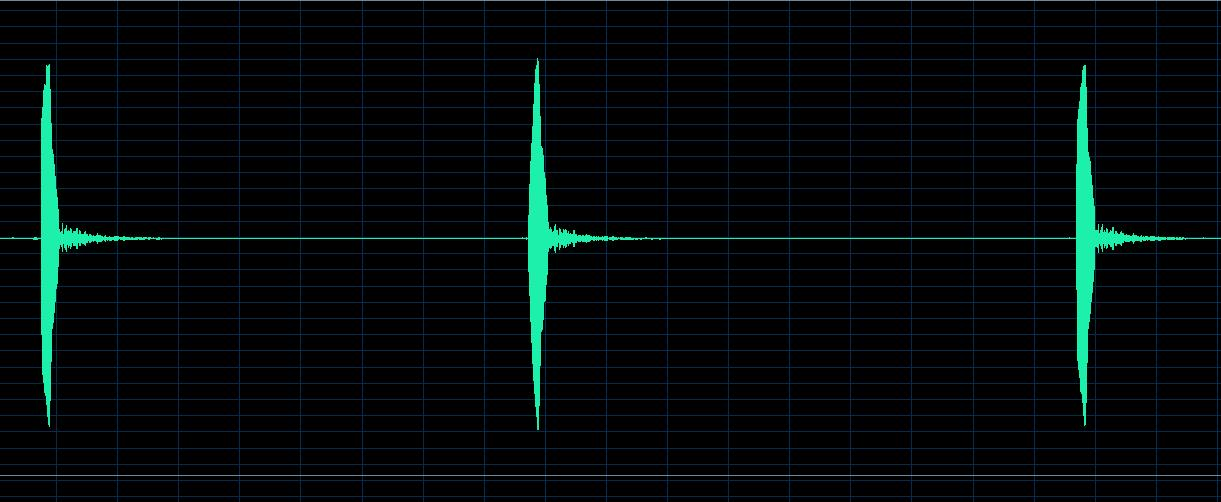
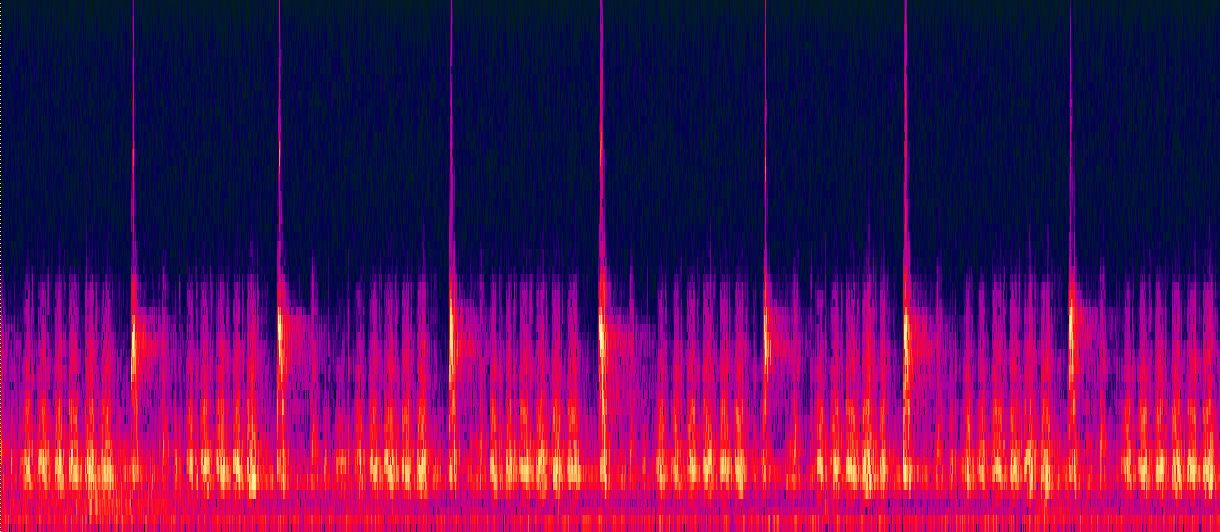